# Khanato Yarkent
Il Khanato Yarkent fu uno stato governato da discendenti di Gengis Khan del Khanato Chagatai, in cui la maggioranza della popolazione era costituita da turchi dell'Asia centrale.
Yarkant fu la capitale del Khanato, anche nota come stato di Yarkent (Mamlakati Yarkand), dalla creazione del khanato alla sua scomparsa (1514–1705). Anche il precedente stato dei Dughlat di Mirza Abu Bakr Dughlat (1465–1514) aveva utilizzato Yarkant come sua capitale.

## Storia
Il khanato aveva una popolazione costituita, per la maggior parte, da uiguri e alcune delle sue città più popolate erano Hotan, Yarkant, Kashgar, Yangihissar, Aksu, Uchturpan, Kucha, Karashar, Turfan e Kumul. Godette di un dominio continuo sulla regione per circa 200 anni fino a quando fu conquistato dal Khan dello Dzungar, Tsewang Rabtan nel 1713.
Nella prima metà del XIV secolo avvenne la disgregazione del Khanato Chagatai; la sua parte orientale divenne Moghulistan, creata da Tughlugh Timur in 1347, con capitale Almalik, vicino alla valle del fiume Ili. La dinastia regnante dello khanato Yarkent ebbe origine da questo stato, che esistette per più di un secolo e alla fine fu diviso, nel 1462, in due parti: il Moghulistan per lo più nomade a nord del Tien Shan e uno stato indipendente con capitale Aksu, a sud del Tien Shan, sotto Dust Muhammad. Comprendeva tutte le terre della Kashgaria orientale, oltre alle regioni di Turfan e Kumul, e all'epoca era conosciuta come Uyghurstan, secondo fonti indiane del XVI e XVII secolo.
Nel 1514 Sultan Said Khan, discendente da Tughluk Timur Khan, rovesciò lo stato di Mirza Abu Bakr Dughlat, nell'ovest della Kashgaria con capitale Yarkand, e pose fine alla dominazione della Kashgaria da parte dell'emiro di Dughlat, che l'aveva controllata sin dal 1220, quando la maggior parte della Kashgaria era stata donata ai Dughlat da Chagatai Khan. La conquista di Dughlat permise allo stato di Yarkent di diventare il principale potere nella regione. Nella parte occidentale del crollato Khanato Chagatai, emerse l'Impero di Tamerlano nel 1370, che divenne il potere dominante nella regione fino alla sua conquista, nel 1508, da parte degli Shaybanidi. Nel frattempo, il khanato Yarkent fu conquistato dal buddista Khanato degli Zungari nella conquista di Altishahr dal 1678 al 1713.

## Cultura
La collezione degli liguri dei Dodici muqam

## Galleria d'immagini
Tombe reali dei sovrani del Khanato di Yarkent:

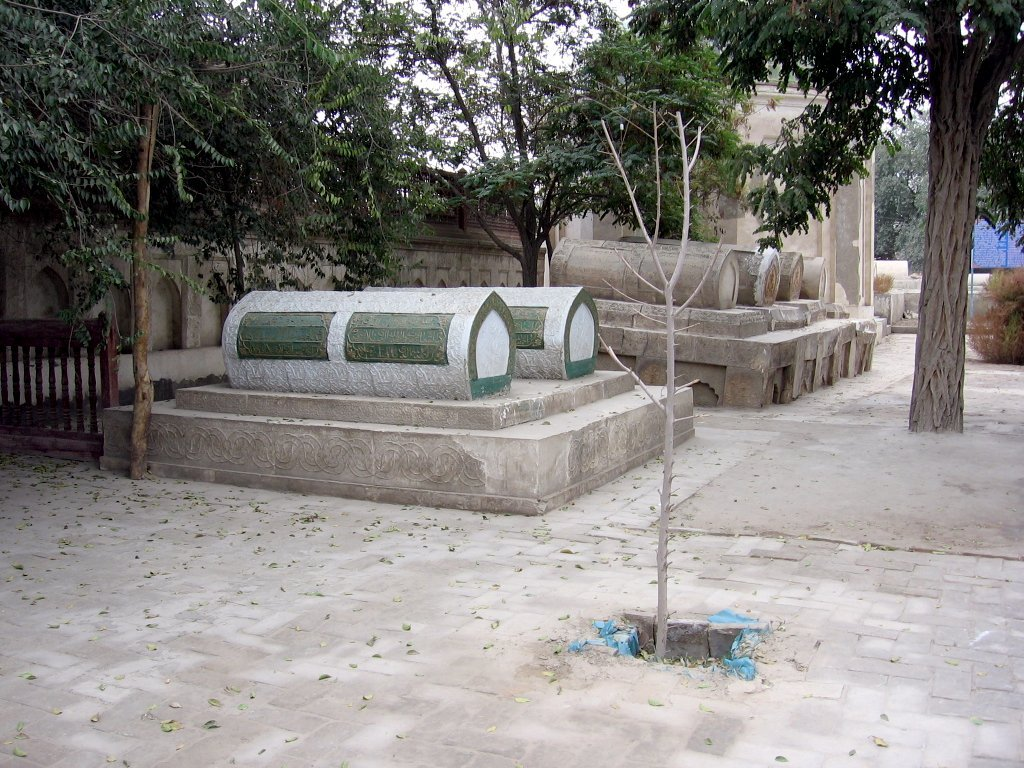
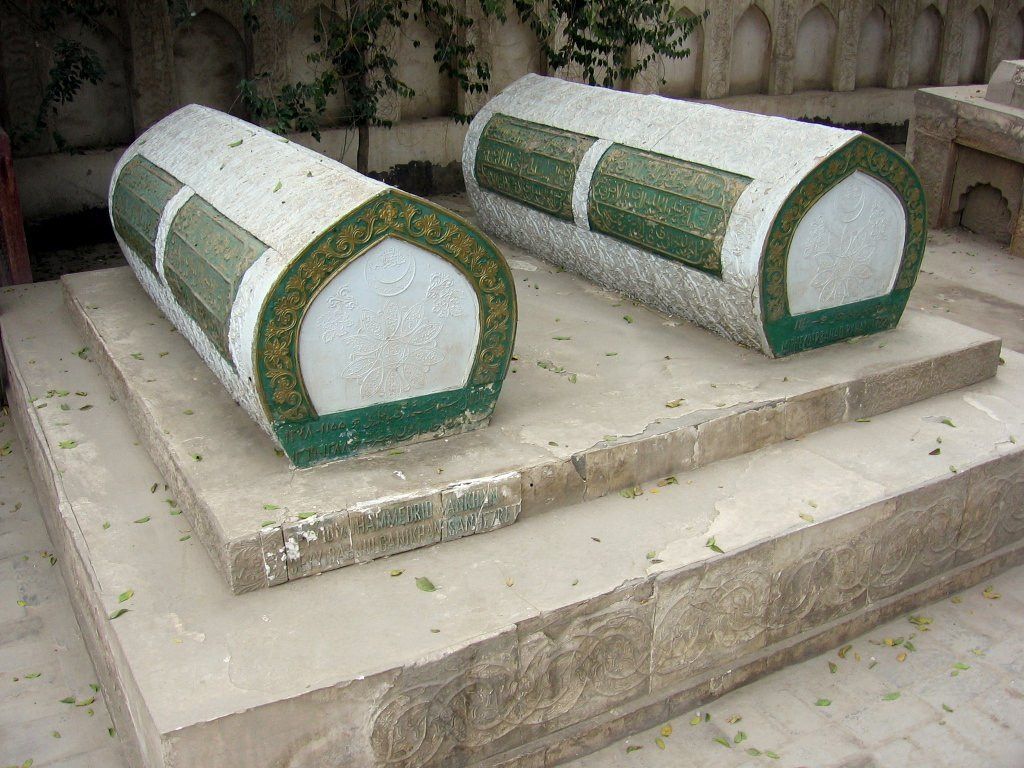
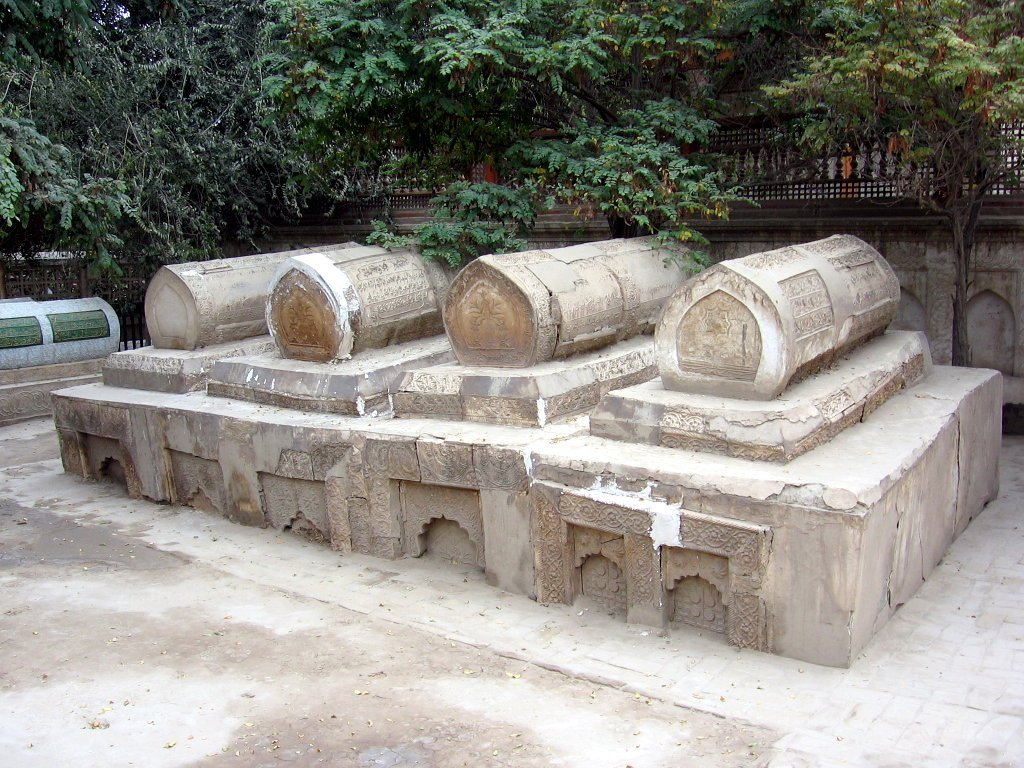
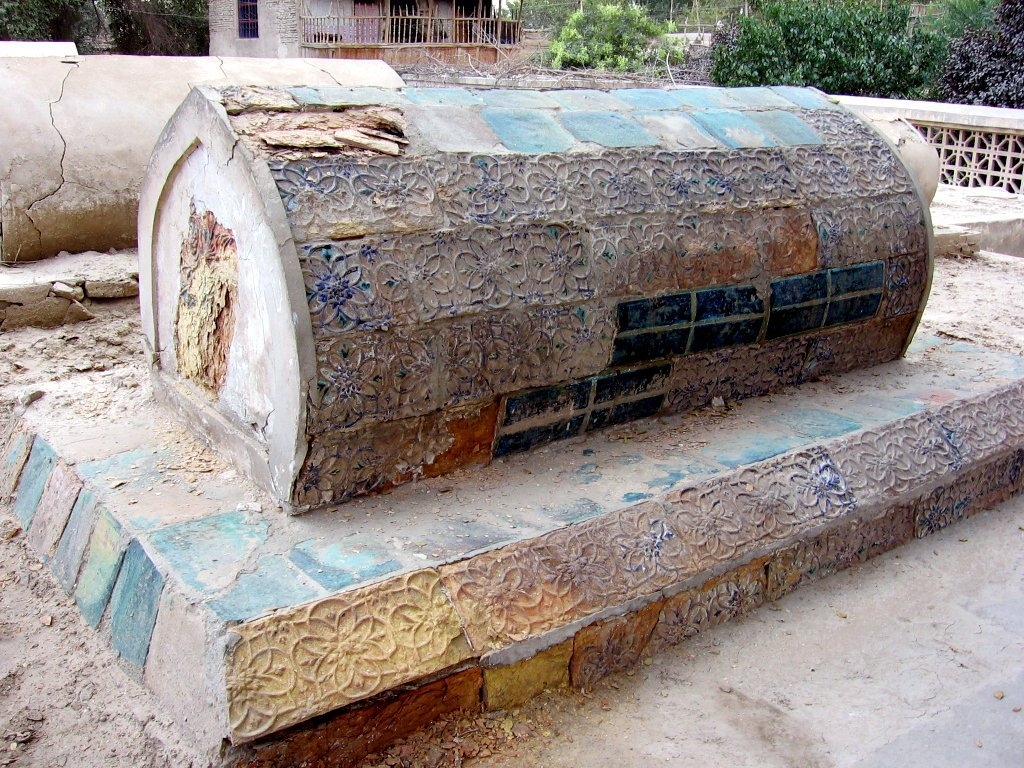
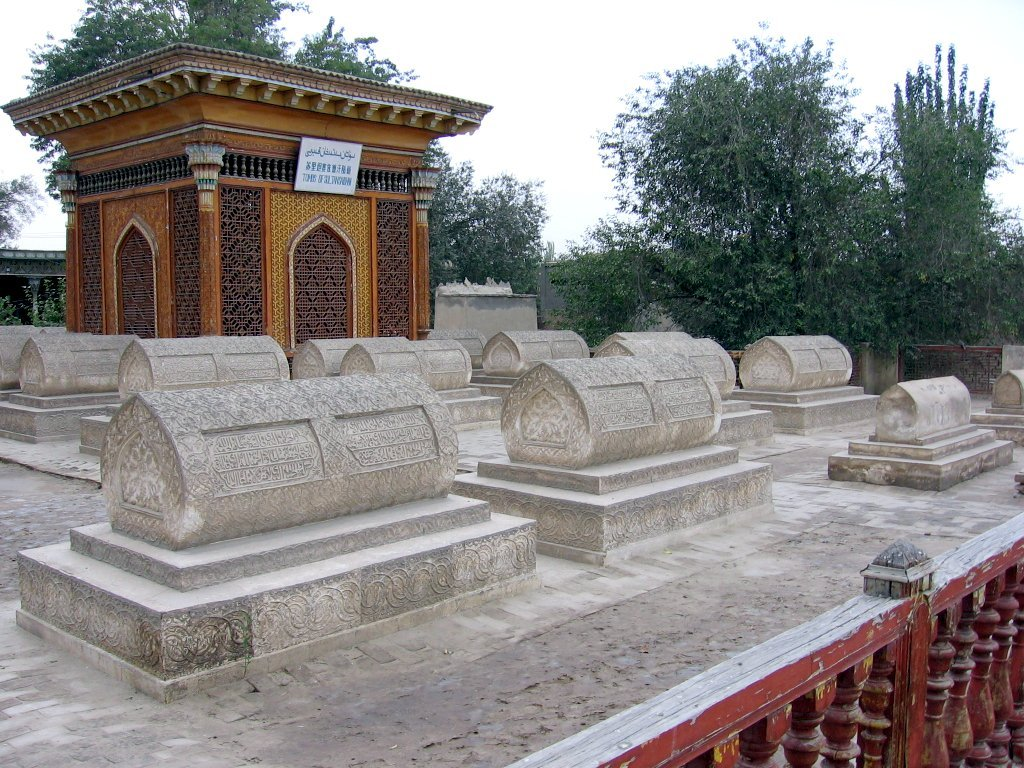
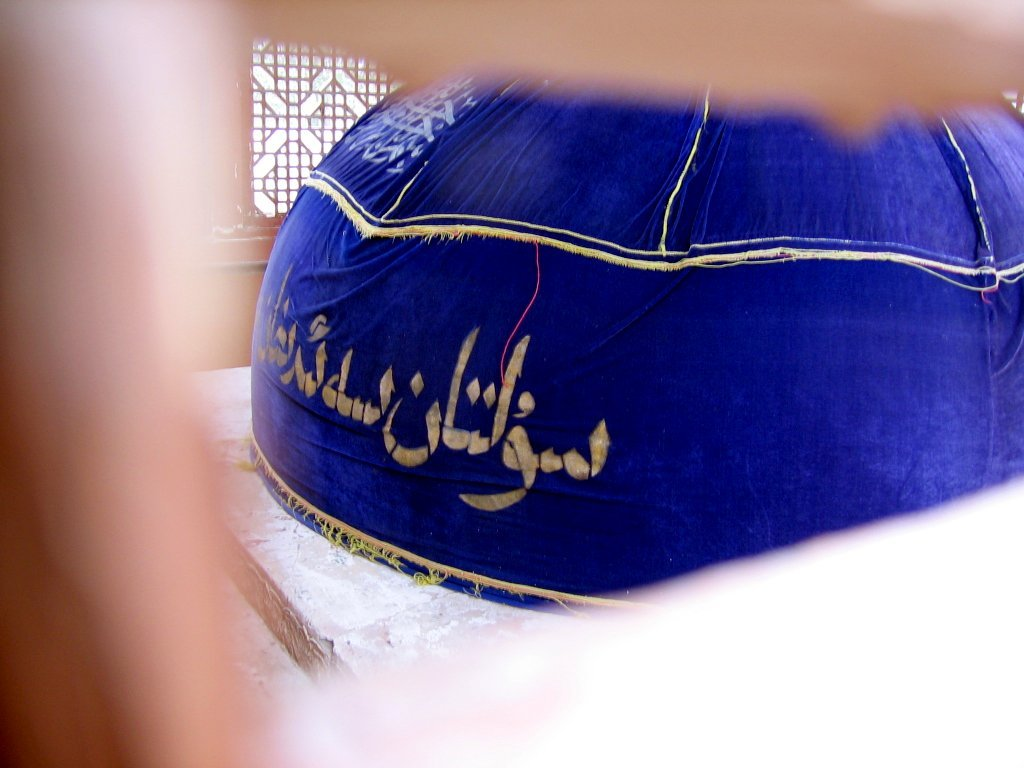
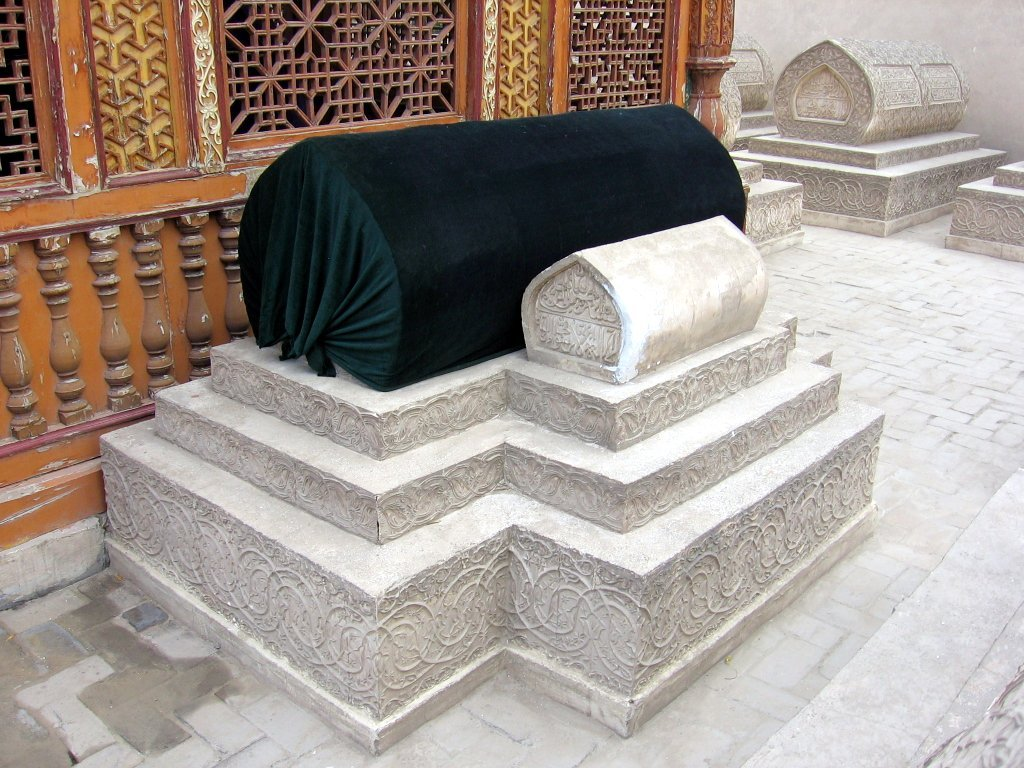
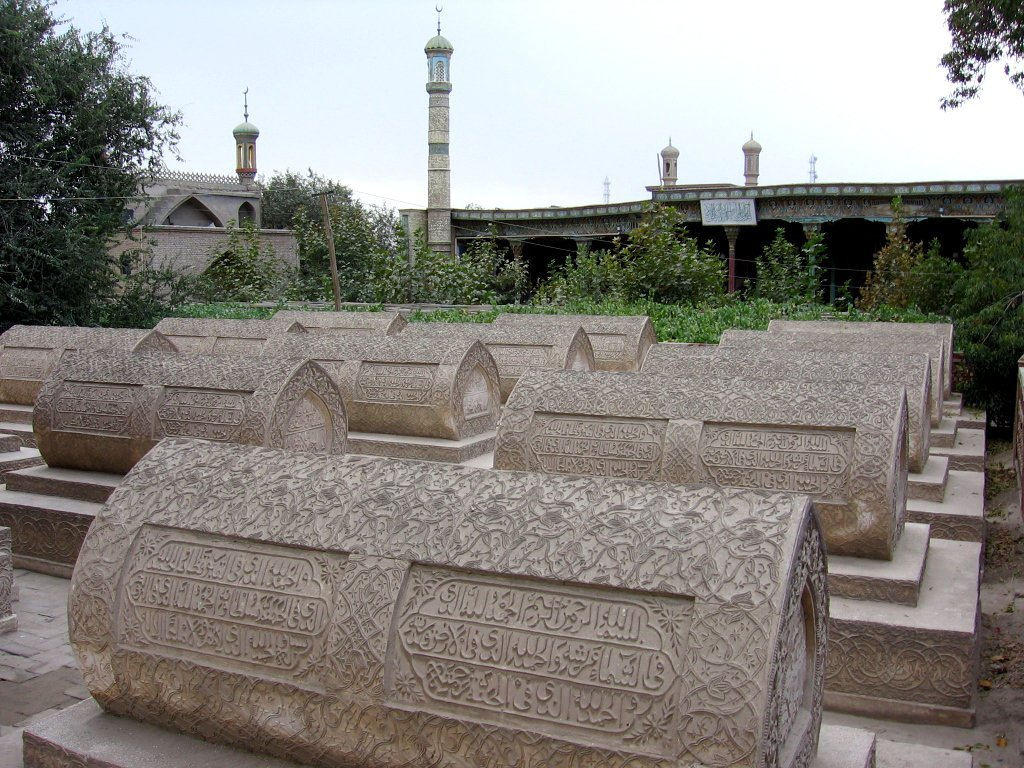